# Ousmane Dembélé
Masour Ousmane Dembélé (Vernon, 15 maggio 1997) è un calciatore francese, attaccante del Paris Saint-Germain e della nazionale francese, con cui è diventato campione del mondo nel 2018.
Con il Borussia Dortmund ha vinto una Coppa di Germania mentre con la maglia del Barcellona ha trionfato tre volte in campionato, due in Coppa del Re e due in Supercoppa di Spagna. Dal 2024 milita nel Paris Saint-Germain, con cui ha vinto due campionati, due Coppe di Francia, due Supercoppe di Francia e una UEFA Champions League.
Il suo passaggio dal Borussia Dortmund al Barcellona nell'estate del 2017 per 105 milioni di euro più bonus fu, all'epoca, il trasferimento più costoso della storia del club catalano e del calcio spagnolo, nonché il terzo più costoso nella storia del calcio.

## Biografia
Nato a Vernon, nel dipartimento dell'Eure, da padre di origine senegalese e madre mauritana di Wali Djantang, è cresciuto a Les Andelys.
Ha sposato Rima Edbouche - cittadina marocchina, nota per avere ampia visibilità sui social network - in Francia nel dicembre 2021, con una cerimonia tradizionale del Marocco. Nel settembre 2022 è divenuto padre di una bambina, nata a Barcellona.
Alla viglia delle elezioni legislative del 2024, ha espresso preoccupazione per il possibile successo del partito di Rassemblement National di Marine Le Pen, assieme ad altri calciatori della nazionale convocati agli europei di Germania 2024, come Kylian Mbappé, Marcus Thuram, Ibrahima Konaté e Jules Koundé, esprimendo il proprio invito ai concittadini di partecipare al voto.

## Caratteristiche tecniche
Considerato uno dei talenti più forti della sua generazione, è un'ala offensiva dotata di grande dribbling e tecnica individuale. Abile con entrambi i piedi, tiro compreso, sa calciare la palla con potenza. Può giocare anche come falso nueve.

## Carriera

### Club

#### Rennes
È cresciuto nelle giovanili del Rennes, nel 2014 viene aggregato alla squadra riserve. Qui mette in luce le sue qualità riuscendo, in poco più di un anno, a segnare 13 reti in 22 partite giocate. Grazie a questi risultati viene convocato in prima squadra, arrivando ad esordire il 6 novembre 2015 in Ligue 1 sul campo dell'Angers. Il 22 novembre successivo segna il suo primo goal in campionato, in un pareggio per 2-2 contro il Bordeaux. Il 6 marzo 2016 mette a segno la sua prima tripletta, contribuendo in maniera decisiva alla vittoria della propria squadra per 4-1 contro il Nantes.

#### Borussia Dortmund

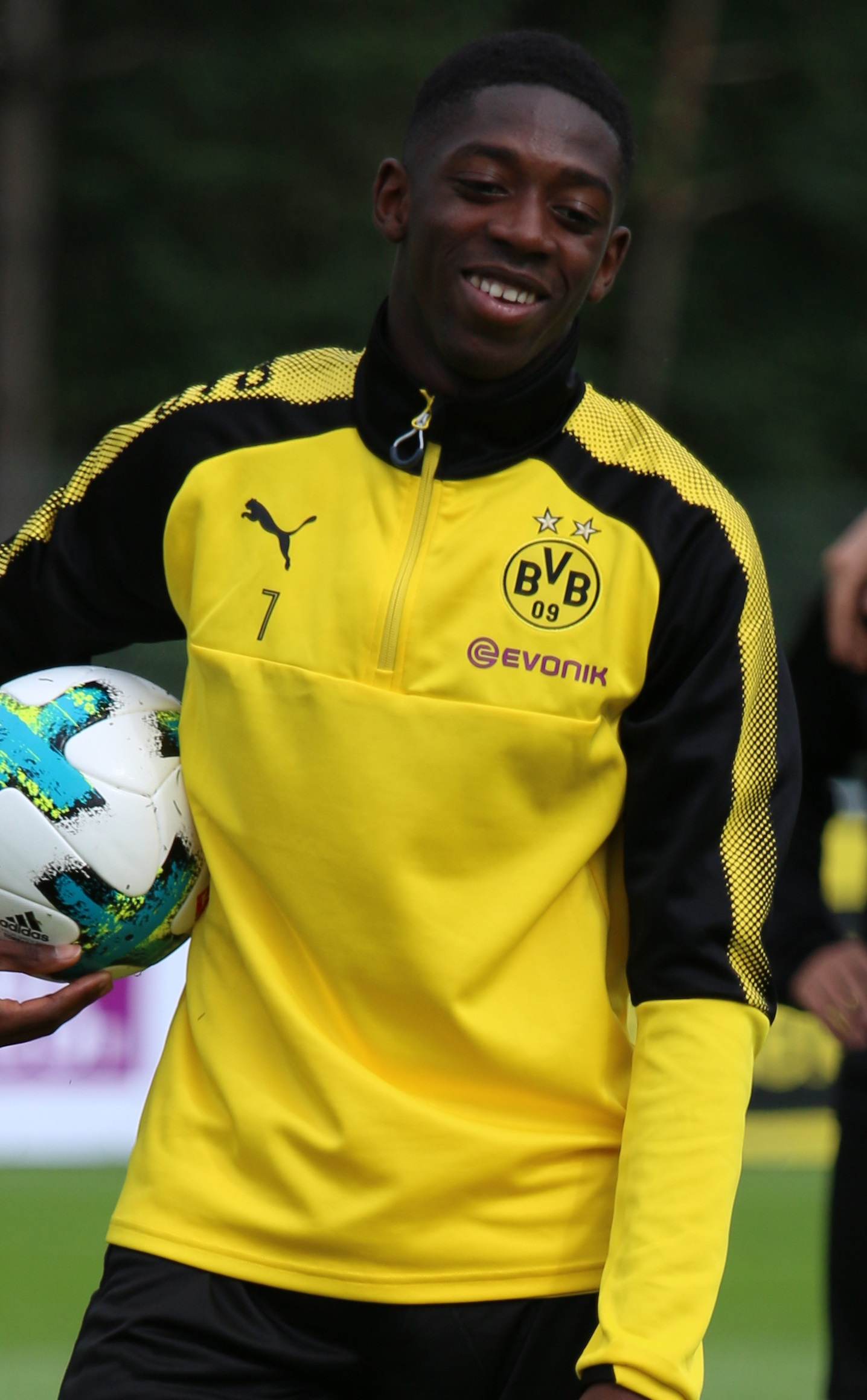
Dembélé al Borussia Dortmund nel 2017

Il 12 maggio 2016 si trasferisce al Borussia Dortmund per 15 milioni di euro più bonus, firmando un contratto valido fino al 30 giugno 2021. Esordisce con la nuova maglia il 14 agosto seguente nella Supercoppa di Germania, persa per 0-2 contro il Bayern Monaco. Il 20 settembre trova il suo primo gol nel campionato tedesco nella vittoria per 5-1 sul campo del Wolfsburg. Il 22 novembre mette invece a segno la sua prima rete in Champions League nell'8-4 interno contro il Legia Varsavia. Il 26 aprile 2017 trova il primo gol in Coppa di Germania nella partita vinta per 3-2 sul campo del Bayern Monaco che vale l'accesso alla finale, vinta per 2-1 contro l'Eintracht Francoforte.

#### Barcellona
Il 25 agosto 2017 il Barcellona comunica l'acquisto del giocatore in cambio di 105 milioni di euro più bonus, pari a circa 40 milioni; il centrocampista diventa l'allora terzo acquisto più costoso nella storia del calcio e il calciatore francese più costoso di sempre. Per il club spagnolo, invece, è l'acquisto più costoso di sempre sino a quel momento (primato poi battuto da Coutinho). All'esordio in campionato, il 22 settembre contro il Getafe, si infortuna al tendine del bicipite femorale della coscia sinistra ed è costretto a rimanere lontano dai campi per quattro mesi. Torna in campo il 4 gennaio 2018, nel match di coppa contro il Celta Vigo. Il 14 marzo realizza la sua prima rete con i blaugrana, andando a segno nella partita di UEFA Champions League vinta per 3-0 contro il Chelsea.

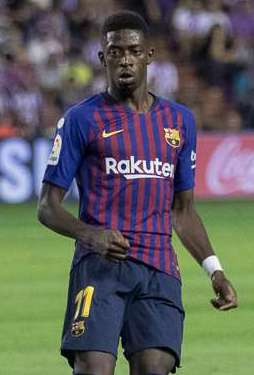
Dembélé al Barcellona nel 2018

La stagione successiva inizia nel migliore dei modi, con la vittoria della Supercoppa spagnola, il 12 agosto 2018 contro il Siviglia; è proprio un gol di Dembélé a decidere l'incontro. Ciononostante, nelle settimane successive il calciatore viene duramente criticato dalla stampa sportiva per il suo stile di vita poco salutare, per l'eccessivo tempo trascorso con i videogiochi e per presunti ritardi agli allenamenti.
Nella stagione 2019-2020, dopo aver giocato solo 9 partite (con un gol all'attivo) in tutte le competizioni a causa di alcuni malanni fisici, il 4 febbraio 2020 riporta la lesione completa del tendine prossimale del bicipite femorale della gamba destra, infortunio che lo costringe a rimanere lontano dai campi da gioco per sei mesi.
Recuperata la condizione fisica, nella stagione successiva torna a segnare in campionato e in UEFA Champions League. Col successivo ritorno di Antoine Griezmann a Barcellona, tuttavia, nell'annata 2021-2022 finisce ai margini della rosa.
Al termine della stagione decide inizialmente di non rinnovare il contratto in scadenza, prettamente per questioni economiche, lasciando la squadra nel giugno 2022 salvo poi ritornare sui suoi passi un mese dopo, firmando un nuovo accordo coi catalani dopo avere accettato una decurtazione del proprio stipendio. Il 14 maggio 2023 si laurea per la terza volta campione di Spagna, in seguito alla vittoria per 4-2 nel derby contro l'Espanyol.

#### Paris Saint-Germain
Dopo una lunga trattativa, il 12 agosto 2023 viene ufficializzato il suo passaggio al Paris Saint-Germain per 50 milioni di euro; il giocatore firma un contratto valido fino al 30 giugno 2028. Segna la sua prima rete con i parigini nella vittoria per 5-2 contro il Monaco.
La stagione successiva è quella della consacrazione, Dembélé mette a segno 21 goal in 29 partite affermandosi come capocannoniere del campionato ed è poi decisivo in Coppa di Francia, nella cui finale è autore dell'assist per il goal del 3 a 0 di Hakimi,ed in Champions League dove è autore di due assist in finale, in un'annata rivelatasi poi trionfale per i parigini, autori del treble.
Nel Mondiale per Club è autore di due goal ai quarti ed in semifinale, rispettivamente contro il Bayern Monaco ed il Real Madrid, giungendo poi in finale, persa contro il Chelsea per 3 a 0.

### Nazionale
Il 22 marzo 2016 debutta con la nazionale Under-21 francese contro i pari età della Scozia.
Il 1º settembre dello stesso anno trova l'esordio con la nazionale maggiore, subentrando nel secondo tempo dell'amichevole vinta per 3-1 a Bari contro l'Italia. Il 13 giugno 2017 segna la sua prima rete in nazionale, nell'amichevole disputata contro l'Inghilterra e vinta dai francesi per 3-2. Convocato per il campionato del mondo del 2018, manifestazione in cui scende in campo in quattro occasioni, il 15 luglio si laurea campione del mondo. Con la Francia partecipa anche al campionato d'Europa 2020 e al campionato del mondo 2022.

## Statistiche

### Presenze e reti nei club
Statistiche aggiornate al 13 agosto 2025.
| Stagione                   | Squadra                    | Campionato                 | Campionato | Campionato | Coppe nazionali | Coppe nazionali | Coppe nazionali | Coppe continentali | Coppe continentali | Coppe continentali | Altre coppe | Altre coppe | Altre coppe | Totale | Totale |
| Stagione                   | Squadra                    | Comp                       | Pres       | Reti       | Comp            | Pres            | Reti            | Comp               | Pres               | Reti               | Comp        | Pres        | Reti        | Pres   | Reti   |
| -------------------------- | -------------------------- | -------------------------- | ---------- | ---------- | --------------- | --------------- | --------------- | ------------------ | ------------------ | ------------------ | ----------- | ----------- | ----------- | ------ | ------ |
| 2014-2015                  | Rennes 2                   | CFA 2                      | 22         | 13         | -               | -               | -               | -                  | -                  | -                  | -           | -           | -           | 22     | 13     |
| 2015-2016                  | Rennes                     | L1                         | 26         | 12         | CF+CdL          | 2+1             | 0               | -                  | -                  | -                  | -           | -           | -           | 29     | 12     |
| 2016-2017                  | Borussia Dortmund          | BL                         | 32         | 6          | CG              | 6               | 2               | UCL                | 10                 | 2                  | SG          | 2           | 0           | 50     | 10     |
| 2017-2018                  | Barcellona                 | PD                         | 16         | 3          | CR              | 3               | 0               | UCL                | 3                  | 1                  | -           | -           | -           | 22     | 4      |
| 2018-2019                  | Barcellona                 | PD                         | 30         | 8          | CR              | 4               | 2               | UCL                | 8                  | 3                  | SS          | 1           | 1           | 43     | 14     |
| 2019-2020                  | Barcellona                 | PD                         | 5          | 1          | CR              | 0               | 0               | UCL                | 4                  | 0                  | SS          | -           | -           | 9      | 1      |
| 2020-2021                  | Barcellona                 | PD                         | 30         | 6          | CR              | 6               | 2               | UCL                | 6                  | 3                  | SS          | 2           | 0           | 44     | 11     |
| 2021-2022                  | Barcellona                 | PD                         | 11         | 1          | CR              | 1               | 1               | UCL+UEL            | 3+6                | 0+0                | SS          | 1           | 0           | 22     | 2      |
| 2022-2023                  | Barcellona                 | PD                         | 35         | 5          | CR              | 2               | 2               | UCL                | 6                  | 1                  | SS          | 2           | 0           | 45     | 8      |
| Totale Barcellona          | Totale Barcellona          | Totale Barcellona          | 127        | 24         |                 | 16              | 7               |                    | 36                 | 8                  |             | 6           | 1           | 185    | 40     |
| 2023-2024                  | Paris Saint-Germain        | L1                         | 26         | 3          | CF              | 4               | 1               | UCL                | 11                 | 2                  | SF          | 1           | 0           | 42     | 6      |
| 2024-2025                  | Paris Saint-Germain        | L1                         | 29         | 21         | CF              | 4               | 3               | UCL                | 15                 | 8                  | SF+Cmc      | 1+5         | 1+3         | 53     | 35     |
| 2025-2026                  | Paris Saint-Germain        | L1                         | -          | -          | CF              | -               | -               | UCL                | -                  | -                  | SU          | 1           | 0           | 1      | 0      |
| Totale Paris Saint-Germain | Totale Paris Saint-Germain | Totale Paris Saint-Germain | 55         | 24         |                 | 8               | 4               |                    | 26                 | 10                 |             | 7           | 3           | 96     | 41     |
| Totale carriera            | Totale carriera            | Totale carriera            | 262        | 79         |                 | 32              | 13              |                    | 72                 | 20                 |             | 16          | 4           | 382    | 116    |

### Cronologia presenze e reti in nazionale
| Cronologia completa delle presenze e delle reti in nazionale ― Francia | Cronologia completa delle presenze e delle reti in nazionale ― Francia | Cronologia completa delle presenze e delle reti in nazionale ― Francia | Cronologia completa delle presenze e delle reti in nazionale ― Francia | Cronologia completa delle presenze e delle reti in nazionale ― Francia | Cronologia completa delle presenze e delle reti in nazionale ― Francia | Cronologia completa delle presenze e delle reti in nazionale ― Francia | Cronologia completa delle presenze e delle reti in nazionale ― Francia |
| Data                                                                   | Città                                                                  | In casa                                                                | Risultato                                                              | Ospiti                                                                 | Competizione                                                           | Reti                                                                   | Note                                                                   |
| ---------------------------------------------------------------------- | ---------------------------------------------------------------------- | ---------------------------------------------------------------------- | ---------------------------------------------------------------------- | ---------------------------------------------------------------------- | ---------------------------------------------------------------------- | ---------------------------------------------------------------------- | ---------------------------------------------------------------------- |
| 1-9-2016                                                               | Bari                                                                   | Italia                                                                 | 1 – 3                                                                  | Francia                                                                | Amichevole                                                             | -                                                                      | 62’                                                                    |
| 6-9-2016                                                               | Barysaŭ                                                                | Bielorussia                                                            | 0 – 0                                                                  | Francia                                                                | Qual. Mondiali 2018                                                    | -                                                                      | 70’                                                                    |
| 15-11-2016                                                             | Lens                                                                   | Francia                                                                | 0 – 0                                                                  | Costa d'Avorio                                                         | Amichevole                                                             | -                                                                      | 78’                                                                    |
| 25-3-2017                                                              | Lussemburgo                                                            | Lussemburgo                                                            | 1 – 3                                                                  | Francia                                                                | Qual. Mondiali 2018                                                    | -                                                                      |                                                                        |
| 28-3-2017                                                              | Saint-Denis                                                            | Francia                                                                | 0 – 2                                                                  | Spagna                                                                 | Amichevole                                                             | -                                                                      | 80’                                                                    |
| 2-6-2017                                                               | Rennes                                                                 | Francia                                                                | 5 – 0                                                                  | Paraguay                                                               | Amichevole                                                             | -                                                                      | 67’                                                                    |
| 13-6-2017                                                              | Saint-Denis                                                            | Francia                                                                | 3 – 2                                                                  | Inghilterra                                                            | Amichevole                                                             | 1                                                                      |                                                                        |
| 23-3-2018                                                              | Saint Denis                                                            | Francia                                                                | 2 – 3                                                                  | Colombia                                                               | Amichevole                                                             | -                                                                      |                                                                        |
| 27-3-2018                                                              | San Pietroburgo                                                        | Russia                                                                 | 1 – 3                                                                  | Francia                                                                | Amichevole                                                             | -                                                                      | 73’                                                                    |
| 28-5-2018                                                              | Saint-Denis                                                            | Francia                                                                | 2 – 0                                                                  | Irlanda                                                                | Amichevole                                                             | -                                                                      | 77’                                                                    |
| 1-6-2018                                                               | Nizza                                                                  | Francia                                                                | 3 – 1                                                                  | Italia                                                                 | Amichevole                                                             | 1                                                                      | 70’                                                                    |
| 9-6-2018                                                               | Décines-Charpieu                                                       | Francia                                                                | 1 – 1                                                                  | Stati Uniti                                                            | Amichevole                                                             | -                                                                      | 58’                                                                    |
| 16-6-2018                                                              | Kazan'                                                                 | Francia                                                                | 2 – 1                                                                  | Australia                                                              | Mondiali 2018 - 1º turno                                               | -                                                                      | 70’                                                                    |
| 21-6-2018                                                              | Ekaterinburg                                                           | Francia                                                                | 1 – 0                                                                  | Perù                                                                   | Mondiali 2018 - 1º turno                                               | -                                                                      | 75’                                                                    |
| 26-6-2018                                                              | Mosca                                                                  | Danimarca                                                              | 0 – 0                                                                  | Francia                                                                | Mondiali 2018 - 1º turno                                               | -                                                                      | 78’                                                                    |
| 6-7-2018                                                               | Nižnij Novgorod                                                        | Uruguay                                                                | 0 – 2                                                                  | Francia                                                                | Mondiali 2018 - Quarti di finale                                       | -                                                                      | 60’                                                                    |
| 6-9-2018                                                               | Monaco di Baviera                                                      | Germania                                                               | 0 – 0                                                                  | Francia                                                                | UEFA Nations League 2018-2019 - 1º turno                               | -                                                                      | 66’                                                                    |
| 9-9-2018                                                               | Parigi                                                                 | Francia                                                                | 2 – 1                                                                  | Paesi Bassi                                                            | UEFA Nations League 2018-2019 - 1º turno                               | -                                                                      | 78’                                                                    |
| 11-10-2018                                                             | Guingamp                                                               | Francia                                                                | 2 – 2                                                                  | Islanda                                                                | Amichevole                                                             | -                                                                      | 67’                                                                    |
| 16-10-2018                                                             | Saint-Denis                                                            | Francia                                                                | 2 – 1                                                                  | Germania                                                               | UEFA Nations League 2018-2019 - 1º turno                               | -                                                                      | 86’                                                                    |
| 16-11-2018                                                             | Rotterdam                                                              | Paesi Bassi                                                            | 2 – 0                                                                  | Francia                                                                | UEFA Nations League 2018-2019 - 1º turno                               | -                                                                      | 70’ 89’                                                                |
| 24-3-2021                                                              | Saint-Denis                                                            | Francia                                                                | 1 – 1                                                                  | Ucraina                                                                | Qual. Mondiali 2022                                                    | 1                                                                      | 63’                                                                    |
| 28-3-2021                                                              | Astana                                                                 | Kazakistan                                                             | 0 – 2                                                                  | Francia                                                                | Qual. Mondiali 2022                                                    | -                                                                      | 88’ 90’                                                                |
| 2-6-2021                                                               | Nizza                                                                  | Francia                                                                | 3 – 0                                                                  | Galles                                                                 | Amichevole                                                             | 1                                                                      | 73’                                                                    |
| 8-6-2021                                                               | Saint-Denis                                                            | Francia                                                                | 3 – 0                                                                  | Bulgaria                                                               | Amichevole                                                             | -                                                                      | 65’                                                                    |
| 15-6-2021                                                              | Monaco di Baviera                                                      | Francia                                                                | 1 – 0                                                                  | Germania                                                               | Euro 2020 - 1º turno                                                   | -                                                                      | 60’                                                                    |
| 19-6-2021                                                              | Budapest                                                               | Ungheria                                                               | 1 – 1                                                                  | Francia                                                                | Euro 2020 - 1º turno                                                   | -                                                                      | 57’ 87’                                                                |
| 22-9-2022                                                              | Saint-Denis                                                            | Francia                                                                | 2 – 0                                                                  | Austria                                                                | UEFA Nations League 2022-2023 - 1º turno                               | -                                                                      | 79’                                                                    |
| 22-11-2022                                                             | Al Wakrah                                                              | Francia                                                                | 4 – 1                                                                  | Australia                                                              | Mondiali 2022 - 1º turno                                               | -                                                                      | 77’                                                                    |
| 26-11-2022                                                             | Doha                                                                   | Francia                                                                | 2 – 1                                                                  | Danimarca                                                              | Mondiali 2022 - 1º turno                                               | -                                                                      | 75’                                                                    |
| 30-11-2022                                                             | Al Rayyan                                                              | Tunisia                                                                | 1 – 0                                                                  | Francia                                                                | Mondiali 2022 - 1º turno                                               | -                                                                      | 79’                                                                    |
| 4-12-2022                                                              | Doha                                                                   | Francia                                                                | 3 – 1                                                                  | Polonia                                                                | Mondiali 2022 - Ottavi di finale                                       | -                                                                      | 76’                                                                    |
| 10-12-2022                                                             | Al Khor                                                                | Inghilterra                                                            | 1 – 2                                                                  | Francia                                                                | Mondiali 2022 - Quarti di finale                                       | -                                                                      | 46’ 79’                                                                |
| 14-12-2022                                                             | Al Khor                                                                | Francia                                                                | 2 – 0                                                                  | Marocco                                                                | Mondiali 2022 - Semifinale                                             | -                                                                      | 79’                                                                    |
| 18-12-2022                                                             | Lusail                                                                 | Argentina                                                              | 3 – 3 dts (4 – 2 dtr)                                                  | Francia                                                                | Mondiali 2022 - Finale                                                 | -                                                                      | 41’                                                                    |
| 16-6-2023                                                              | Faro                                                                   | Gibilterra                                                             | 0 – 3                                                                  | Francia                                                                | Qual. Euro 2024                                                        | -                                                                      | 65’                                                                    |
| 19-6-2023                                                              | Saint-Denis                                                            | Francia                                                                | 1 – 0                                                                  | Grecia                                                                 | Qual. Euro 2024                                                        | -                                                                      | 77’                                                                    |
| 7-9-2023                                                               | Parigi                                                                 | Francia                                                                | 2 – 0                                                                  | Irlanda                                                                | Qual. Euro 2024                                                        | -                                                                      | 73’                                                                    |
| 12-9-2023                                                              | Dortmund                                                               | Germania                                                               | 2 – 1                                                                  | Francia                                                                | Amichevole                                                             | -                                                                      | 64’                                                                    |
| 17-10-2023                                                             | Villeneuve-d'Ascq                                                      | Francia                                                                | 4 – 1                                                                  | Scozia                                                                 | Amichevole                                                             | -                                                                      | 64’                                                                    |
| 18-11-2023                                                             | Nizza                                                                  | Francia                                                                | 14 – 0                                                                 | Gibilterra                                                             | Qual. Euro 2024                                                        | 1                                                                      | 66’                                                                    |
| 21-11-2023                                                             | Atene                                                                  | Grecia                                                                 | 2 – 2                                                                  | Francia                                                                | Qual. Euro 2024                                                        | -                                                                      | 65’                                                                    |
| 23-3-2024                                                              | Lione                                                                  | Francia                                                                | 0 – 2                                                                  | Germania                                                               | Amichevole                                                             | -                                                                      | 83’                                                                    |
| 9-6-2024                                                               | Bordeaux                                                               | Francia                                                                | 0 – 0                                                                  | Canada                                                                 | Amichevole                                                             | -                                                                      | 74’                                                                    |
| 17-6-2024                                                              | Düsseldorf                                                             | Austria                                                                | 0 – 1                                                                  | Francia                                                                | Euro 2024 - 1º turno                                                   | -                                                                      | 56’ 71’                                                                |
| 21-6-2024                                                              | Lipsia                                                                 | Paesi Bassi                                                            | 0 – 0                                                                  | Francia                                                                | Euro 2024 - 1º turno                                                   | -                                                                      | 75’                                                                    |
| 25-6-2024                                                              | Dortmund                                                               | Francia                                                                | 1 – 1                                                                  | Polonia                                                                | Euro 2024 - 1º turno                                                   | -                                                                      | 86’                                                                    |
| 5-7-2024                                                               | Amburgo                                                                | Portogallo                                                             | 0 – 0 dts (3 – 5 dtr)                                                  | Francia                                                                | Euro 2024 - Quarti di finale                                           | -                                                                      | 67’                                                                    |
| 9-7-2024                                                               | Monaco di Baviera                                                      | Spagna                                                                 | 2 – 1                                                                  | Francia                                                                | Euro 2024 - Semifinale                                                 | -                                                                      | 79’                                                                    |
| 6-9-2024                                                               | Parigi                                                                 | Francia                                                                | 1 – 3                                                                  | Italia                                                                 | UEFA Nations League 2024-2025 - 1º turno                               | -                                                                      | 58’                                                                    |
| 9-9-2024                                                               | Lione                                                                  | Francia                                                                | 2 – 0                                                                  | Belgio                                                                 | UEFA Nations League 2024-2025 - 1º turno                               | 1                                                                      | 86’                                                                    |
| 10-10-2024                                                             | Budapest                                                               | Israele                                                                | 1 – 4                                                                  | Francia                                                                | UEFA Nations League 2024-2025 - 1º turno                               | -                                                                      |                                                                        |
| 14-10-2024                                                             | Bruxelles                                                              | Belgio                                                                 | 1 – 2                                                                  | Francia                                                                | UEFA Nations League 2024-2025 - 1º turno                               | -                                                                      | 79’                                                                    |
| 20-3-2025                                                              | Spalato                                                                | Croazia                                                                | 2 – 0                                                                  | Francia                                                                | UEFA Nations League 2024-2025 - Quarti di finale                       | -                                                                      | 84’                                                                    |
| 23-3-2025                                                              | Saint-Denis                                                            | Francia                                                                | 2 – 0 dts (5 – 4 dtr)                                                  | Croazia                                                                | UEFA Nations League 2024-2025 - Quarti di finale                       | 1                                                                      | 99’                                                                    |
| 5-6-2025                                                               | Stoccarda                                                              | Spagna                                                                 | 5 – 4                                                                  | Francia                                                                | UEFA Nations League 2024-2025 - Semifinale                             | -                                                                      | 76’                                                                    |
| Totale                                                                 |                                                                        | Presenze                                                               | 56                                                                     |                                                                        | Reti                                                                   | 7                                                                      |                                                                        |

## Palmarès

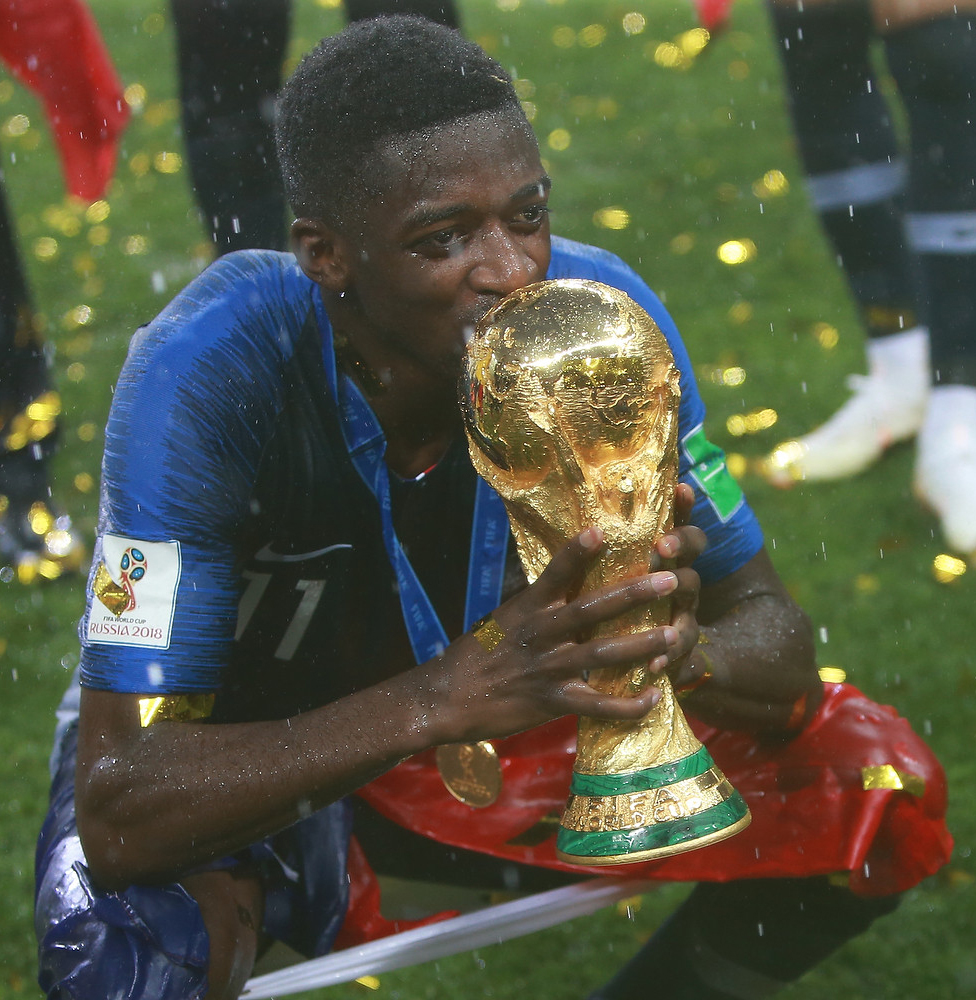
Dembélé festeggia col Trofeo Coppa del Mondo FIFA vinto nel 2018

### Club

#### Competizioni nazionali
- Coppa di Germania: 1

Borussia Dortmund: 2016-2017
- Coppa di Spagna: 2

Barcellona: 2017-2018, 2020-2021
- Campionato spagnolo: 3

Barcellona: 2017-2018, 2018-2019, 2022-2023
- Supercoppa di Spagna: 2

Barcellona: 2018, 2023
- Supercoppa francese: 2

Paris Saint-Germain: 2023, 2024
- Campionato francese: 2

Paris Saint-Germain: 2023-2024, 2024-2025
- Coppa di Francia: 2

Paris Saint-Germain: 2023-2024, 2024-2025

#### Competizioni internazionali
- UEFA Champions League: 1

Paris Saint-Germain: 2024-2025
- Supercoppa UEFA: 1

Paris Saint-Germain: 2025

### Nazionale
- Campionato mondiale: 1

Russia 2018

### Individuale
- Trophées UNFP du football: 2

Miglior giovane della Ligue 1: 2016
Miglior giocatore della Ligue 1: 2025
- Miglior giocatore della Supercoppa di Francia: 1

2024
- Capocannoniere della Ligue 1: 1

2024-2025 (21 reti, a pari merito con Mason Greenwood)
- Miglior giocatore della UEFA Champions League: 1

2024-2025
- Squadra della stagione della UEFA Champions League: 1

2024-2025